# دروسیلا تانزی
دروسیلا تانزی (به ایتالیایی: Drusilla Tanzi)؛ (۵ آوریل ۱۸۸۵ – ۲۰ اکتبر ۱۹۶۳) نویسنده ایتالیایی بود که در میلان به دنیا آمد و در همان‌جا درگذشت.

## زندگی‌نامه
تانزی دختر وکیل سوسیالیست کارلو تانزی بود. او خواهرزاده یوجنیو تانزی، خواهر لیدیا و سیلویو تانزی، و عمه ناتالیا گینزبورگ بود.
اولین همسر او ماتئو مارانگونی، مورخ هنر بود و دومین ازدواجش با شاعر و برنده جایزه نوبل، یوجنیو مونتاله بود. او برای دومین بار در سال ۱۹۵۸ پس از مرگ شوهر اولش در همان سال ازدواج کرد.
این دو پس از نقل مکان مونتاله به فلورانس برای ادامه‌ی شعرش با هم آشنا شدند. تانزی و مونتاله خیلی زود عاشق هم شدند و از طریق دوکا دی جنوا با هم زندگی مشترک را آغاز کردند. مونتاله در بسیاری از آثارش از او با نام مستعار موسکا یاد می‌کند، اما هویت واقعی او را برای سال‌های زیادی مخفی نگه داشت.